# Marienkapelle (Priesendorf)

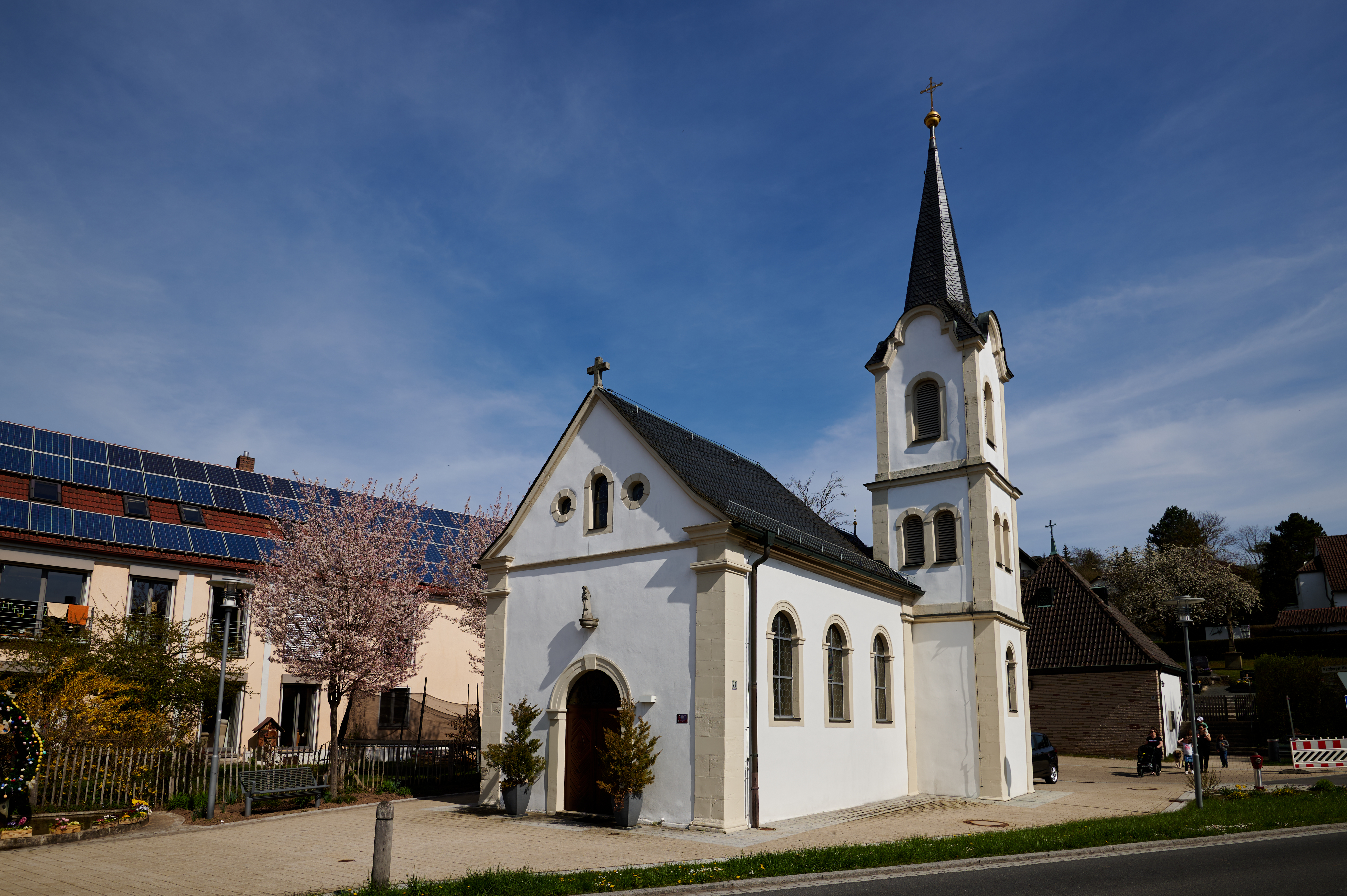
Marienkapelle (Priesendorf)

Die römisch-katholische Marienkapelle steht in Priesendorf, einer Gemeinde im oberfränkischen Landkreis Bamberg in Bayern. Die denkmalgeschützte Kapelle gehört zur Pfarrei Priesendorf im Seelsorgebereich Steigerwald im Dekanat Bamberg des Erzbistums Bamberg.

## Beschreibung
Die jetzige Kapelle wurde im 18. Jahrhundert als Wallfahrtskirche erbaut, 1820 erweitert und 1880 umgebaut. Sie besteht aus dem Langhaus, dem eingezogenen, dreiseitig geschlossenen Chor im Osten und dem dreigeschossigen, mit einem schiefergedeckten, achtseitigen Knickhelm bedeckten Chorflankenturm an dessen Südwand, der aus dem 19. Jahrhundert stammt und 1954 erneuert wurde. Die Sakristei befindet sich im Erdgeschoss des Turms. In der mit Pilastern an den Ecken versehenen Fassade im Westen befindet sich das rundbogige Portal. Über ihm steht auf einem Postament ein Marienbildnis als Statuette. Das Langhaus ist mit einer Flachdecke überspannt. Auf dem neuromanischen Altar ist ein Gnadenbild zu sehen, das um 1500 entstanden sein soll. 